# Palazzo Roero di Guarene
Il Palazzo Roero di Guarene è un Palazzo di valore storico-artistico di Torino, costruito tra il 1673 e il 1710 su progetto dell'architetto Filippo Juvarra in Piazza Carlo Emanuele II, nel gergo comune chiamata Piazza Carlina.

## Storia

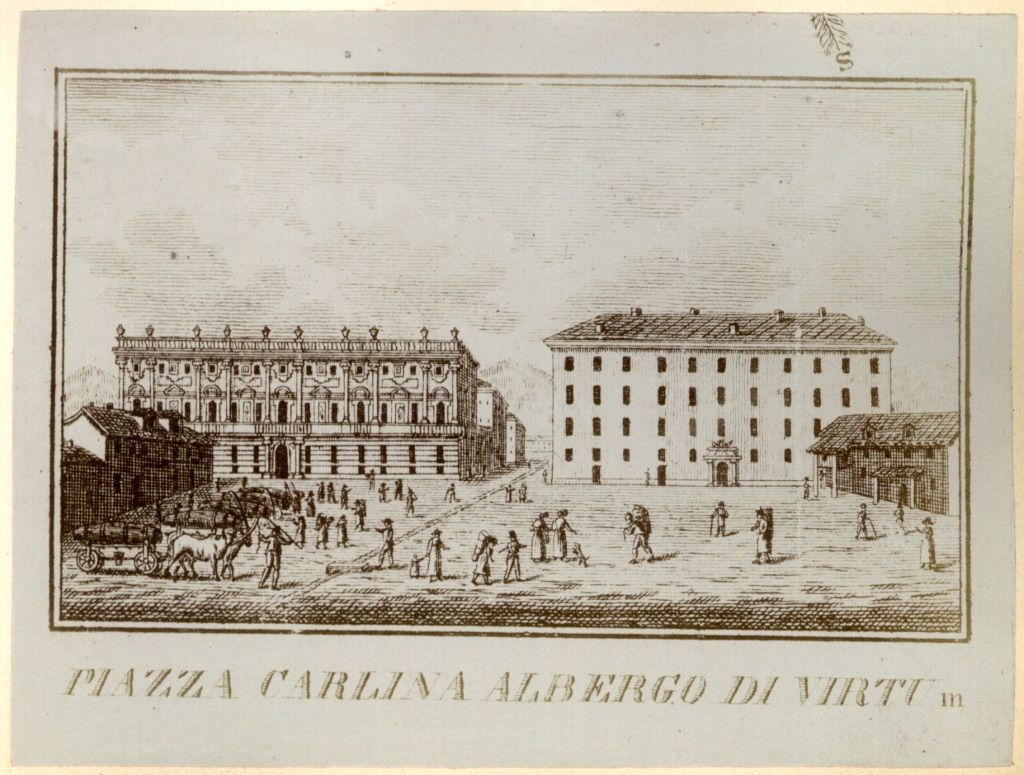
Incisione raffigurante La Piazza Carlina e il Palazzo Roero di Govone (a sinistra), 1902

L'edificio, realizzato nel secondo ampliamento della città disegnato da Amedeo di Castellamonte, fu acquistato nel 1699 del conte Traiano Roero della Vezza quando ancora non era abitabile, dal marchese di Saint Maurice che aveva ricevuto il lotto in dono dalla Reggente Maria Giovanna Battista di Savoia-Nemours nel 1680 . Durante l’Assedio di Torino del 1706 divenne la sede dell’ambasciata inglese . 
Nel 1711 Carlo Giacinto Roero di Guarene, ufficiale di Vittorio Amedeo II e figlio di Traiano Roero , in occasione del matrimonio con Luisa Gabriella Valperga di Montuè, decise di abbellire il palazzo secondo propri progetti . 
Dal 1720 fino al 1744 il secondo piano del palazzo fu dimora della pittrice Maria Giovanna Clementi detta La Clementina, con il marito Giuseppe Bartolomeo Clementi e i suoi 5 figli. Raro esempio di artista femminile alla corte dei Savoia, dipinse in quel periodo numerosi ritratti del conte e dei suoi parenti che arricchirono la pinacoteca di famiglia .
Nel 1730 Carlo Giacinto Roero affidò a Filippo Juvarra, con cui era in amichevoli rapporti (Juvarra gli dedicò infatti una raccolta di disegni nel 1725 ), la realizzazione della facciata verso la piazza (la partizione con lesene della facciata e l'attico a balaustrino che nasconde il tetto). La fase originaria è testimoniata dal grande atrio collocato lungo via des Ambrois, e dalle finte finestre, un tempo decorate da affreschi attribuiti a Sebastiano Galeotti .
Traiano Domenico Roero della Vezza, bisnipote del primo proprietario e sindaco di Torino nel 1823, divenutone erede, lo vendette a Luigi Coardi, anch'egli sindaco di Torino nel 1821. Quest'ultimo a sua volta lo venderà nel 1844 al marchese Tancredi Ferrero d'Ormea, nipote di Carlo Vincenzo Ferrero d'Ormea, al costo di seicentomila lire. 
Nel 1864 è la sede del Gran Comando Militare da dove si dirigevano le operazioni per sedare i tumulti scatenati dal trasferimento della capitale .
Danneggiato dai bombardamenti della seconda guerra mondiale (avvenuti il 23 ottobre, il 20 novembre e l'8 dicembre 1942, e il 13 luglio 1943 ), è stato lasciato per molti anni in parziale abbandono .
Attualmente è sede prestigiosa di una Banca internazionale.
Il palazzo viene a volte confuso con il palazzo di famiglia dei Ferrero d'Ormea, che invece si trova in Via Arsenale 6/8 .

## Descrizione
L'edificio occupa l'intero isolato fra Piazza Carlina, al numero 13, via Maria Vittoria (un tempo via Del Soccorso), via San Massimo e via Des Ambrois (l'antica via Del Moro). Ha ingresso principale nella laterale via Des Ambrois, mentre l'ingresso sulla piazza è in asse con l'ingresso sulla posteriore via San Massimo, collegate tra loro dalla corte aulica. 
Le balaustre che nascondono la copertura e le lesene e le statue che intervallano le finestre sono attribuite a Filippo Juvarra, ma è possibile che siano state realizzate dallo stesso conte Giacinto Roero, il quale si dilettava nel mestiere di architetto .